# Tour du Beffroi (Chalon-sur-Saône)
La tour du Beffroi est une tour d'environ 83 mètres de haut située sur le territoire de la commune de Chalon-sur-Saône dans le département français de Saône-et-Loire et la région Bourgogne-Franche-Comté.

## Historique
Il fait l'objet d'un classement au titre des monuments historiques depuis le 12 septembre 1923.